# Zusum
Zusum ist ein Gemeindeteil der Großen Kreisstadt Donauwörth im schwäbischen Landkreis Donau-Ries (Bayern) und eine Gemarkung.
Das Pfarrdorf Zusum liegt etwa fünf Kilometer südwestlich von Donauwörth südlich der Donau.
Die Gemarkung Zusum hat eine Fläche von 266,97 Hektar und liegt vollständig auf dem Stadtgebiet von Donauwörth. Einziger Gemeindeteil auf der Gemarkung ist das Pfarrdorf Zusum.
Bis zu deren Auflösung am 30. Juni 1972 war Zusum ein Gemeindeteil der Gemeinde Zusum-Rettingen.
Der größte Teil Zusums gehört zur katholischen Pfarrei Heilig Kreuz in Donauwörth. Der Neubauer/Neuhof gehört zur Pfarrei Sankt Peter in Tapfheim, das Wirtshaus zur Pfarrei Sankt Georg in Auchsesheim.

## Das Jahrhunderthochwasser 2024
Das Hochwasser 2024 war ein schweres Überschwemmungsereignis, das die Gemeinde Zusum im Landkreis Donau-Ries in Bayern, besonders hart traf. Die Zusam trat am 1. Juni 2024 über die Ufer und verursachte erhebliche Schäden in der Ortschaft.

### Ausmaß der Schäden
Das Hochwasser führte zu umfangreichen Überschwemmungen in und um die Gemeinde. Zahlreiche Häuser wurden beschädigt, Keller unter Wasser gesetzt und Straßen unpassierbar. Die Infrastruktur der Gemeinde wurde ebenfalls in Mitleidenschaft gezogen. Die Feuerwehr und das Technische Hilfswerk waren im Einsatz, um die Schäden zu beheben und die betroffenen Einwohner zu unterstützen.

### Ursachen
Das Hochwasser wurde durch anhaltende starke Regenfälle verursacht, die die Zusam anschwellen ließen. Der Fluss konnte das Wasser nicht mehr abfließen lassen, was zu dem Überschwemmungsereignis führte.

### Folgen
Das Hochwasser hatte erhebliche Folgen für die umliegenden Gemeinden Rettingen und Auchsesheim. Die betroffenen Einwohner mussten ihre Häuser verlassen und wurden in Notunterkünften untergebracht. Die Schäden an Gebäuden und Infrastruktur werden auf mehrere Millionen Euro geschätzt. Die Gemeinden werden voraussichtlich lange Zeit benötigen, um sich von den Folgen des Hochwassers zu erholen.

### Hilfs- und Schutzmaßnahmen
Nach dem Hochwasser wurden zahlreiche Hilfsmaßnahmen eingeleitet, um die betroffenen Einwohner zu unterstützen. Die Regierung von Bayern stellte finanzielle Mittel zur Verfügung, um die Schäden zu beheben und den Wiederaufbau zu unterstützen. Auch zahlreiche Hilfsorganisationen waren im Einsatz, um den Betroffenen zu helfen. Um zukünftige Hochwasserschäden zu verhindern, wurden bereits Diskussionen über Schutzmaßnahmen geführt. Es wird geprüft, ob der Bau von Deichen oder anderen Schutzvorrichtungen sinnvoll wäre. Auch Maßnahmen zur Verbesserung des Hochwasserschutzes entlang der Wörnitz werden diskutiert.

### Langfristige Auswirkungen
Das Hochwasser 2024 in den Gemeinden Zusum, Rettingen und Auchsesheim wird noch langfristige Auswirkungen auf die Gemeinde haben. Die Schäden müssen repariert und die Infrastruktur wieder aufgebaut werden. Auch die psychischen Folgen des Hochwassers werden noch lange zu spüren sein. Die Gemeinde wird voraussichtlich viele Jahre benötigen, um sich vollständig von den Folgen des Hochwassers zu erholen.